# Jörg Brückner (Hornist)
Jörg Brückner (* 14. Oktober 1971 in Leipzig) ist ein deutscher Hornist und Hochschullehrer.

## Biographie
Jörg Brückner besuchte von 1985 bis 1989 die Spezialschule für Musik „Belvedere“ in Weimar, anschließend nahm er ein Studium an der Hochschule für Musik Franz Liszt Weimar auf. Seine Lehrer dort waren Rainer Heimbuch und Karl Biehlig. In Leipzig wurde er von Hermann Märker unterrichtet.
Ab 1992 war Brückner dritter Hornist im Gewandhausorchester Leipzig unter Kurt Masur, 1997 wechselte er als Solohornist an die Dresdner Philharmonie, wo er auch als Solist auftrat. Genauso musizierte er in Dresden mit dem dortigen Kammerorchester, in Leipzig wiederum mit dem dort beheimateten Bachorchester. Von 2008 bis 2019 war er Solohornist bei den Münchner Philharmonikern. In den Reihen der Berliner Philharmoniker gastierte er 2009 während der Salzburger Osterfestspiele als Solohornist.
Seit seiner Dresdner Zeit ist Brückner Mitglied im Blechbläserensemble „Brass partout“, im Dresdner Hornquartett und im „Carus“-Ensemble Dresden.
2006 wurde er als Professor für Horn an die Hochschule für Musik Franz Liszt Weimar berufen.

## Privatleben
Jörg Brückner ist mit der Pianistin Cora Irsen verheiratet und lebt mit ihr und ihrer Tochter in Weimar.